# Joe LaBarbera
Pour les articles homonymes, voir LaBarbera.
Joe La Barbera est un batteur américain de jazz né à New-York le 22 février 1948

## Formation
Son quintette actuel est composé de :
- Clay Jenkins : trompette
- Bob Sheppard : saxophones ténor et soprano
- Bill Cunliffe - piano
- Tom Warrington - basse
- Joe La Barbera - batterie

## Biographie
Joe La Barbera a toujours vécu dans un environnement où le jazz a une place importante: ses deux frères ainés, Pat et John La Barbera, sont respectivement saxophoniste et trompettiste/arrangeur. Selon ses propres dires, le père de Joe joue de nombreux instruments et la fratrie La Barbera reçoit un enseignement musical très varié.
Son éducation se poursuit au Berklee College of Music de Boston où il a comme professeurs John LaPorta, Charlie Mariano, Herb Pomeroy et Alan Dawson.
Joe La Barbera rejoint Woody Herman en 1971, au sein de sa formation - le Herd. L'expérience des tournées et de la collaboration avec le grand Herman marque fortement La Barbera, qui réalise son rêve le plus cher.
Il rejoint ensuite le quartette de Chuck Mangione pendant cinq ans, mais la formation du bugliste ne connaît qu'un succès moyen.
Pour une période de deux ans, Joe La Barbera réside à New-York et collabore avec Art Farmer, Art Pepper, Bob Brookmeyer, les Brecker Brothers, John Scofield, Phil Woods, Gary Burton, Jim Hall et Toots Thielemans.
En 1978 il rencontre Bill Evans. Le pianiste est à la recherche d'un batteur et décide de l'auditionner. L'épreuve passée, Joe La Barbera est engagé dans le trio qui comprend également le contrebassiste Marc Johnson. Bill Evans dit de lui : "Joe est très dévoué à jouer de la musique de qualité, et il est prêt à faire les concessions qu'il faudra faire pour y arriver. C'est un très bon soliste et il fait ce qu'il faut quand il faut.".
Ce trio (complété par le bassiste Marc Johnson, se produit de nombreuses fois en concert, et enregistre quelques disques "live"; mais aucun en studio.
Leur collaboration est interrompue par la mort du pianiste le 15 septembre 1980.
Joe La Barbera rejoint alors le chanteur Tony Bennett.
Il vit actuellement à Los Angeles, et depuis 1993 il enseigne à la Herb Alpert School of Music au sein du California Institute of the Arts (CalArts).

## Discographie

### Leader
- 2007 : Native Land
- 2003 : Mark Time

### Avec Bill Cunliffe
- 2001 : Live at Bernie's

### Avec Enrico Pieranunzi
- 2000 - Alone Together - Challenge

### Avec Bill Evans
- 1979 : Live At The Maintenance Shop '79
- 1979 : Live at Lulu White's
- 1979 : We Will Meet Again
- 1979 : Bill Evans Trio Live In Buenos Aires 1979
- 1979 : Homecoming
- 1979 : The Paris Concert, Ed. 1 & 2
- 1979 : Bill Evans Trio Live At Balboa Jazz Club (5 volumes)
- 1979 : The Brillant
- 1980 : The Final Village Vanguard Sessions-June 1980
- 1980 : Letter to Evan
- 1980 : Turn Out The Stars
- 1980 : The Complete last concert In Germany
- 1980 : The Last Waltz
- 1980 : Consecration

## Sources et références
1. 1 2  http://www.allaboutjazz.com/php/article.php?id=1898
2. 1 2  « Jazz compass - joe la barbera », sur jazzcompass.com via Internet Archive (consulté le 15 octobre 2023).